# Eratoena schmeltziana
Eratoena schmeltziana is een slakkensoort uit de familie van de Eratoidae. De wetenschappelijke naam van de soort is voor het eerst geldig gepubliceerd in 1867 door Crosse.